# Puechredon
Puechredon es una localidad y comuna francesa situada en el departamento de Gard en la región de Languedoc-Rosellón.
| 36 | 38 | 20 | 30 | 35 | 36 |
| Para los censos de 1962 a 1999 la población legal corresponde a la población sin duplicidades (Fuente: INSEE [Consultar]) |    |    |    |    |    |